# Jozef Van Dalem
Jozef Van Dalem (Iddergem, 27 januari 1936) is een voormalige Belgische sprinter, die gespecialiseerd was in de 100 m, 200 m, 400 m en 400 m horden. In deze disciplines behaalde hij vele prijzen en medailles.

## Biografie
Van Dalem behaalde het diploma regent lichamelijke opvoeding. Hij liep in 1961 de 400 m horden in 53,3 s.

## Persoonlijke records
Outdoor
| Onderdeel    | Prestatie | Jaar |
| ------------ | --------- | ---- |
| 100 m        | 10,6 s    | 1961 |
| 400 m horden | 53,3 s    | 1961 |

## Palmares

### 200 m
- 1961:  BK AC - 22,2 s

### 400 m horden
- 1959:  BK AC - 57,1 s
- 1960  BK AC - 55,6 s

### 200 m horden
- 1960  BK AC - 24,7 s

### 4 × 400 m
- 1963:  Zeslandenwedstrijd te Enschede, Nederland - 3.09,6 (NR)